# Ning’er
Ning’er (chiń. 宁洱哈尼族彝族自治县; pinyin: Níng’ěr Hānízú Yízú Zìzhìxiàn) – powiat autonomiczny mniejszości etnicznych Hani i Yi w południowych Chinach, w prowincji Junnan, w prefekturze miejskiej Pu’er. W 2000 roku liczył 188 106 mieszkańców. Tradycyjny ośrodek handlu herbatą zwany dawniej Pu’er (od nazwy tej pochodzi nazwa herbaty pu-erh).

## Historia
Powiat Ning’er założono w 1735 roku jako część prefektury Pu’er utworzonej w 1729 roku. W 1951 roku został przemianowany na Pu’er a w 1985 roku przekształcono go w powiat autonomiczny mniejszości etnicznych Hani i Yu. 8 kwietnia 2007 roku zmieniono nazwę powiatu autonomicznego na Ning’er.